# Даніель Зіберт
Даніель Зіберт (нім. Daniel Siebert, 4 травня 1984, Східний Берлін) — німецький футбольний арбітр. Арбітр ФІФА з 2015 року. У сезоні 2012/13 він вперше був номінований на посаду арбітра Бундесліги.

## Біографія
Працював футбольним суддею з 1998 року, а в 2007 році став арбітром DFB. З 2009 року судив ігри у другому дивізіоні, а у Бундеслізі першу гру обслужив 1 вересня 2012 року у матчі між «Шальке 04» та «Аугсбургом» (1:1), показавши три жовті картки.
У 2015 році Зіберт став Арбітром ФІФА, змінивши Вольфганга Штарка
Зіберт дебютував у міжнародному рівні 29 травня 2015 року на матчі кваліфікації до юнацького чемпіонату Європи U-19 між Португалією та Туреччиною. Першим поєдинком національних збірних під його керівництвом став товариський матч між Люксембургом та Молдовою 9 червня 2015 року.
24 жовтня 2018 року Зіберт дебютував на груповому етапі Ліги чемпіонів УЄФА у грі англійського «Ліверпуля» і сербської «Црвени Звезди» у Белграді (4:0).
У квітні 2021 року Зіберт був обраний УЄФА одним з 19 арбітрів чемпіонату чемпіонату Європи 2020 року, який пройшов в червні та липні 2021 року.
У 2022 році обраний арбітром на ЧС 2022 у Катарі.

## Особисте життя
Зіберт живе у Берліні, працює викладачем у спортивній школі Гогеншенгаузен.

## Матчі на чемпіонаті Європи 2021
| Фаза          | Дата           | Місце проведення | Домашня команда | Відвідуюча команда | Результат |
| ------------- | -------------- | ---------------- | --------------- | ------------------ | --------- |
| Груповий етап | 14 червня 2021 | Глазго           | Шотландія       | Чехія              | 0:2 (0:1) |
| Груповий етап | 18 червня 2021 | Санкт-Петербург  | Швеція          | Словаччина         | 1:0 (0:0) |